# 圣卡纳特堂
圣卡纳特堂（法语：Église Saint-Cannat）是一座天主教堂区教堂，隶属于天主教马赛总教区，位于法国普罗旺斯-阿尔卑斯-蓝色海岸大区罗讷河口省马赛第一区的宣道广场（place des Prêcheurs）4号，靠近共和国街（rue de la République）。它是由道明会传教士创立，供奉5世纪的马赛主教圣卡纳特（485-487），其庆日为10月15日。
1926年11月2日，圣卡纳特堂列为法国历史遗迹。
自2008年7月20日以来，罗马尼亚正教会在该堂举行拜占庭仪式。